# Simon Jurovsky
Simon Jurovsky opr. (Shimon Weiss-Nägel) (født 8. februar 1912 i Banská Bystrica, Slovakiet, død 8. november 1963 i Prag, Tjekkiet) var en slovakisk komponist, dirigent og orkesterleder.
Jurovsky studerede komposition og direktion på Bratislava Musik og Drama Akademiet hos bl.a. Alexander Moyzes. Han blev herefter undervist af Joseph Marx på Musikhøjskolen for Skabende Kunst i Wien. Blev dirigent og leder af Musikafdelingen på Slovakisk Radio, og senere leder af det Slovakiske Nationale Opera Teater.
Jurovsky har komponeret to symfonier, orkesterværker, kammermusik, scenemusik, solostykker for mange instrumenter, vokalmusik, folkloremusik, korværker, koncertmusik etc.

## Udvalgte værker
- Symfoni nr. 1 "Fred" (1950) - for klaver og strygeorkester
- Symfoni nr. 2 "Heroisk" (1960) - for orgel og orkester